# Camponotus fayfaensis
Camponotus fayfaensis é uma espécie de inseto do gênero Camponotus, pertencente à família Formicidae.